# Juan Manuel Arza Muñazuri
Juan Manuel Arza Muñuzuri (Estella, 17 de outubro de 1932), é um advogado e político navarro. Foi presidente do Conselho Provincial de Navarra de 1980 a 1984.
Foi, também, presidente da Câmara Municipal de Estella. Nas eleições ao Parlamento de 3 de Abril de 1979, foi eleito deputado pela Merindad de Estella ao encabeçar a lista de União de Centro Democrático, a mais votada. Corresponde ao cargo de vice-presidente, por idade, ao município.
Em 1980 passou a desempenhar interinamente a presidência do município ao aprovar a destituição de presidente de Jaime Ignacio del Burgo. Em setembro de 1980 foi eleito presidente da Câmara Municipal como candidato da UCD.
Durante seu mandato presidiu, por parte de Navarra, a comissão que negociou com o Estado, entre 1980 e 1982, o Pacto de Melhoramento e Reintegração de Navarra, aprovado por lei orgânica de 16 de agosto de 1982 (que, entre outras coisas, propunha mudar a Câmara Municipal para Governo de Navarra).
Em janeiro de 1984, com a volta de Jaime Ignacio del Burgo na presidência, voltou à sua condição anterior.